# Rétromobile
La Rétromobile è una manifestazione e fiera automobilistica che si tiene una volta all'anno a Parigi, in Francia.

## Descrizione

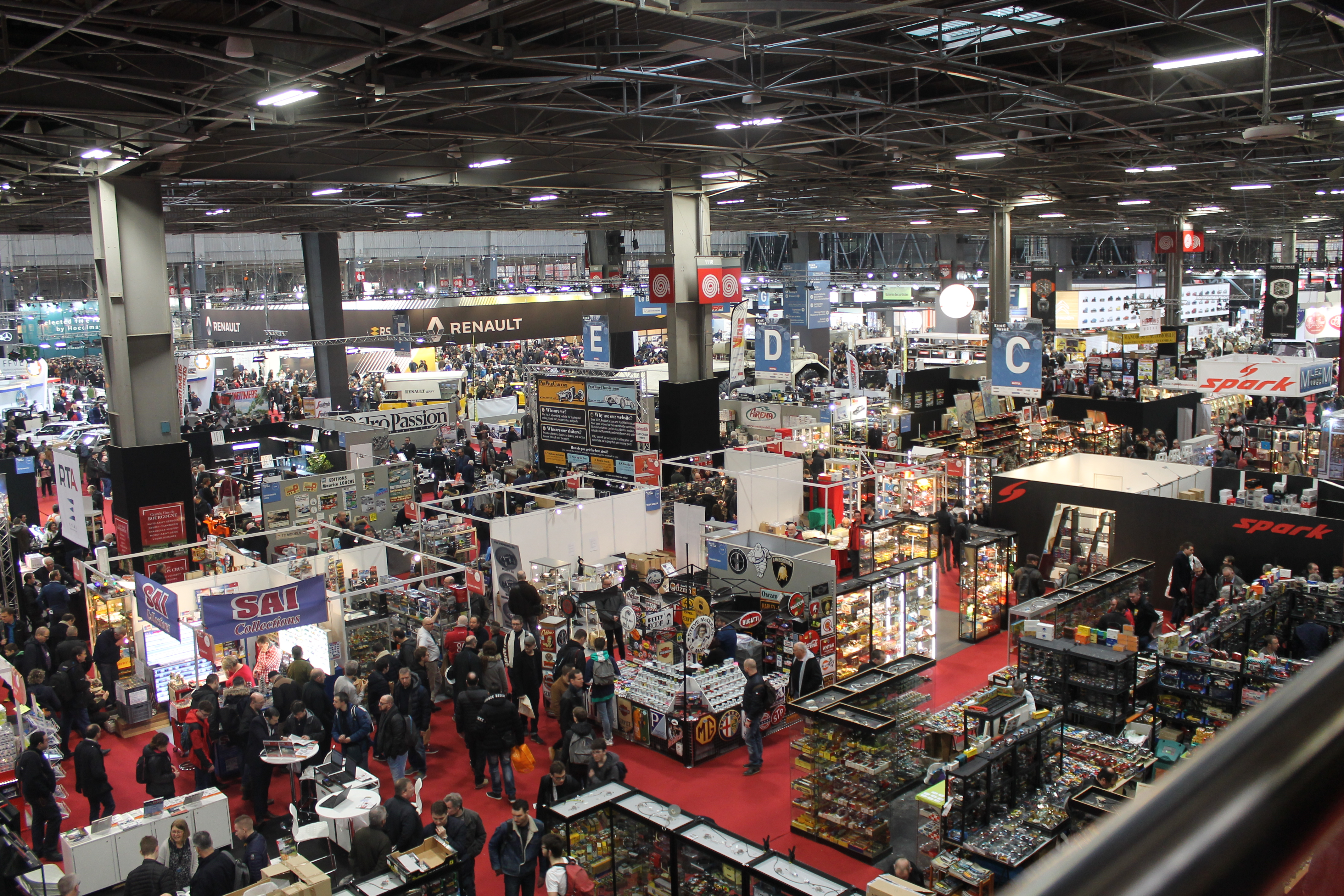
Retromobile del 2019

L'evento, che si svolge con cadenza annuale durante il mese di febbraio, si tiene dal 1976 presso il Paris Expo Porte de Versailles, un centro congressi situato tra il
Boulevards des Maréchaux e il Boulevard périphérique di Parigi. Tradizionalmente è il primo grande salone di auto d'epoca dell'anno. Insieme al salone e all'esposizione di vetture, si svolge parallelamente anche un'asta di auto d'epoca.
È la seconda più grande fiera europea dedicata alle auto d'epoca dopo la Techno Classica Essen in Germania.
Nel 2010 la manifestazione subisce un cambiamento di format, passando a cinque giorni di rassegna invece che dei canonici dieci, il che aumenta le presenze giornaliere e riduce i costi per gli espositori e i club. L'evento si svolge su 33.000 m² di superficie.
L'evento dalla sua fondazione si è sempre svolto ogni anno, ma l'edizione 2021 è stata annullata a causa dell'pandemia di COVID-19. La penultima edizione occorsa nel 2019 ha registrato il maggior numero di presenze, con circa 132mila visitatori.